# Augustine Boakye
Augustine Boakye (Bompata, 3 de noviembre de 2000) es un futbolista ghanés que juega de centrocampista en el A. S. Saint-Étienne de la Ligue 2.

## Trayectoria
Comenzó su carrera futbolística en el West African Football Academy SC en la Liga Premier de Ghana.
En agosto de 2021, firmó un contrato de cuatro años con el Wolfsberger AC de la Bundesliga austríaca.

## Estadísticas

### Clubes
Actualizado al último partido disputado el 2 de noviembre de 2024.
| Club                                   | Div.          | Temporada     | Liga  | Liga  | Copas nacionales | Copas nacionales | Copas internacionales | Copas internacionales | Total | Total |
| Club                                   | Div.          | Temporada     | Part. | Goles | Part.            | Goles            | Part.                 | Goles                 | Part. | Goles |
| -------------------------------------- | ------------- | ------------- | ----- | ----- | ---------------- | ---------------- | --------------------- | --------------------- | ----- | ----- |
| West African Football Academy SC Ghana | 1 ª           | 2017-18       | 7     | 0     | 0                | 0                | —                     | —                     | 7     | 0     |
| West African Football Academy SC Ghana | 1 ª           | 2019-20       | 10    | 0     | 0                | 0                | —                     | —                     | 10    | 0     |
| West African Football Academy SC Ghana | 1 ª           | 2020-21       | 28    | 10    | 0                | 0                | —                     | —                     | 28    | 10    |
| West African Football Academy SC Ghana | Total club    | Total club    | 45    | 10    | 0                | 0                | 0                     | 0                     | 45    | 10    |
| Wolfsberger AC · Austria               | 1.ª           | 2021-22       | 1     | 0     | 2                | 1                | —                     | —                     | 3     | 1     |
| Wolfsberger AC · Austria               | 1.ª           | 2022-23       | 15    | 3     | 3                | 0                | 3                     | 1                     | 21    | 4     |
| Wolfsberger AC · Austria               | 1.ª           | 2023-24       | 27    | 10    | 3                | 0                | ―                     | ―                     | 30    | 10    |
| Wolfsberger AC · Austria               | Total club    | Total club    | 43    | 13    | 8                | 1                | 3                     | 1                     | 54    | 15    |
| A. S. Saint-Étienne Francia            | 1.ª           | 2024-25       | 6     | 0     | 0                | 0                | —                     | —                     | 6     | 0     |
| A. S. Saint-Étienne Francia            | Total club    | Total club    | 6     | 0     | 0                | 0                | 0                     | 0                     | 6     | 0     |
| Total carrera                          | Total carrera | Total carrera | 94    | 23    | 8                | 1                | 3                     | 1                     | 105   | 25    |